# Ratpenat nassut de l'Ussuri
El ratpenat nassut de l'Ussuri (Murina ussuriensis) és una espècie de ratpenat de la família dels vespertiliònids. Viu al Japó, Corea i l'extrem oriental de Rússia. Està amenaçat per la pèrdua del seu hàbitat natural.